# Llista de premis de Gorillaz

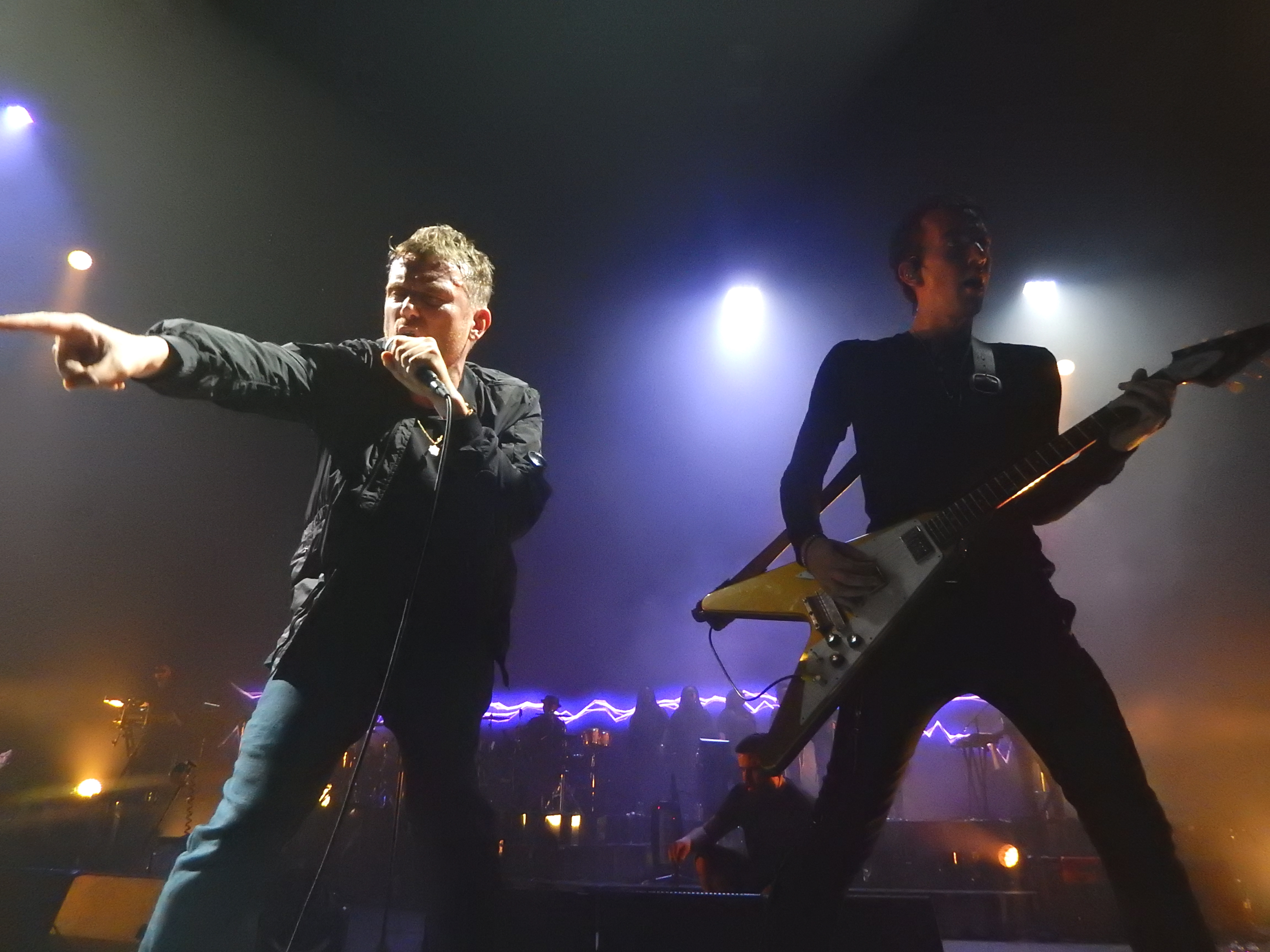
Membres de Gorillaz.

Llista dels premis i nominacions rebuts per Gorillaz, grup de música virtual britànic creat l'any 1998. Els creadors del grup són Damon Albarn, líder del grup Blur, que s'encarrega de la part musical i Jamie Hewlett, co-creador del còmic Tank Girl, que s'encarrega de la recreació visual. Els membres virtuals del grup són 2D, Murdoc, Noodle i Russel. Albarn és l'únic músic permanent però acostuma a estar acompanyat d'altres col·laboradors. Musicalment mesclen hip-hop, electrònica, dub i pop. Han publicat tres àlbums d'estudi amb Parlophone i Virgin: Gorillaz (2001), Demon Days (2005) i Plastic Beach (2010).
Gorillaz fou guardonat amb un premi Grammy Awards per la millor col·laboració pop amb veu per la cançó Feel Good Inc., i tres premis MTV Europe Music Awards, dos el 2001 i un el 2005. També ha rebut vuit nominacions pels premis BRIT Awards, sis el 2002 i 2 el 2006.

## Resum
| Premis                  | Guanyats | Nominacions |
| ----------------------- | -------- | ----------- |
| BRIT Awards             | 0        | 9           |
| Grammy Awards           | 1        | 9           |
| MTV Europe Music Awards | 3        | 14          |
| MTV Video Music Awards  | 2        | 6           |
| Webby Awards            | 3        | 3           |

## BRIT Awards
Els BRIT Awards són els premis que entrega anualment la indústria fonogràfica britànica, British Phonographic Industry. Gorillaz ha estat reconegut amb un total de vuit nominacions però no estat guardonat amb cap premi finalment.
| Any  | Premi                      | Treball          | Resultat  |
| ---- | -------------------------- | ---------------- | --------- |
| 2001 | British Group              | Gorillaz         | Nominat   |
| 2001 | British Breakthrough Act   | Gorillaz         | Nominat   |
| 2001 | British Dance Act          | Gorillaz         | Nominat   |
| 2001 | British Album of the Year  | Gorillaz         | Nominat   |
| 2001 | British Single of the Year | «Clint Eastwood» | Nominat   |
| 2001 | British Video of the Year  | «Clint Eastwood» | Nominat   |
| 2006 | British Group              | Gorillaz         | Nominat   |
| 2006 | British Album of the Year  | Demon Days       | Nominat   |
| 2011 | British Group              | Gorillaz         | Nominat   |
| 2018 | British Group              | Gorillaz         | Guanyador |
| 2019 | British Group              | Gorillaz         | Nominat   |

## Grammy Awards
Els Grammy Awards són els premis que entrega anualment la National Academy of Recording Arts and Sciences dels Estats Units. Gorillaz ha estat nominat un total de set ocasions però només ha aconseguit un guardó l'any 2005.
| Any  | Premi                                  | Treball                              | Resultat  |
| ---- | -------------------------------------- | ------------------------------------ | --------- |
| 2001 | Best Rap Performance by a Duo or Group | «Clint Eastwood»                     | Nominat   |
| 2004 | Best Music Video, Long Form            | Phase One: Celebrity Take Down       | Nominat   |
| 2006 | Best Pop Collaboration with Vocals     | «Feel Good Inc.» (amb De La Soul)    | Guanyador |
| 2006 | Record of the Year                     | «Feel Good Inc.»                     | Nominat   |
| 2006 | Best Music Video, Short Form           | «Feel Good Inc.»                     | Nominat   |
| 2006 | Best Urban/Alternative Performance     | «Dirty Harry»                        | Nominat   |
| 2006 | Best Music Video, Long Form            | Demon Days Live                      | Nominat   |
| 2011 | Best Pop Instrumental Performance      | «Orchestral Intro»                   | Nominat   |
| 2011 | Best Music Video, Short Form           | «Stylo» (amb Mos Def i Bobby Womack) | Nominat   |
| 2018 | Best Alternative Music Album           | Humanz                               | Nominat   |
| 2018 | Best Dance Recording                   | «Andromeda»                          | Nominat   |

## MTV Europe Music Awards
Els MTV Europe Music Awards són els premis que entrega anualment MTV Europe. Gorillaz ha estat guardonat en les tres ocasions que ha estat nominat.
| Any  | Premi                        | Treball          | Resultat  |
| ---- | ---------------------------- | ---------------- | --------- |
| 2001 | Best Group                   | Gorillaz         | Nominat   |
| 2001 | Best New Act                 | Gorillaz         | Nominat   |
| 2001 | Best Dance                   | Gorillaz         | Guanyador |
| 2001 | Web Award                    | Gorillaz         | Nominat   |
| 2001 | Best UK and Ireland Act      | Gorillaz         | Nominat   |
| 2001 | Best Song                    | «Clint Eastwood» | Guanyador |
| 2001 | Best Video                   | «Clint Eastwood» | Nominat   |
| 2005 | Best Group                   | Gorillaz         | Guanyador |
| 2005 | Best Pop                     | Gorillaz         | Nominat   |
| 2005 | Best UK and Ireland Act      | Gorillaz         | Nominat   |
| 2005 | Best Song                    | «Feel Good Inc.» | Nominat   |
| 2005 | Best Video                   | «Feel Good Inc.» | Nominat   |
| 2010 | Best Alternative             | Gorillaz         | Nominat   |
| 2010 | Best World Stage Performance | Gorillaz         | Nominat   |

## MTV Video Music Awards
Els MTV Video Music Awards són els premis que entrega anualment MTV per guardonar els millors videoclips. Gorillaz ha estat guardonat en dues ocasions de les cinc nominacions que ha rebut.
| Any  | Premi                | Treball          | Resultat  |
| ---- | -------------------- | ---------------- | --------- |
| 2001 | Breakthrough Video   | «Clint Eastwood» | Nominat   |
| 2001 | Best Art Direction   | «Clint Eastwood» | Nominat   |
| 2001 | MTV2 Award           | «Clint Eastwood» | Nominat   |
| 2005 | Best Special Effects | «Feel Good Inc.» | Guanyador |
| 2005 | Breakthrough Video   | «Feel Good Inc.» | Guanyador |
| 2010 | Breakthrough Video   | «Stylo»          | Nominat   |

## Webby Awards
Els Webby Awards són els premis que entrega anualment The International Academy of Digital Arts and Sciences per guardonar l'excel·lència a Internet.
| Any  | Premi                                           | Treball                                | Resultat  |
| ---- | ----------------------------------------------- | -------------------------------------- | --------- |
| 2006 | Special Achievement - Artist of the Year        | Gorillaz                               | Guanyador |
| 2018 | Online Film & Video - Music (Branded)           | Gorillaz X E.ON: A Solar Collaboration | Guanyador |
| 2019 | Games & Entertainment - Apps, Mobile, and Voice | Gorillaz - #FreeMurdoc chatbot         | Guanyador |